# Isla Mayor
Isla Mayor ist eine Gemeinde und ein Dorf in der Provinz Sevilla in Spanien mit 5.781 Einwohnern (Stand: 2024). Sie ist Teil der Comarca Metropolitana de Sevilla in Andalusien.

## Geografie
Die Isla Mayor liegt in den Las Marismas (Sümpfen) des Flusses Bajo Guadalquivir, von denen ein Teil zum Nationalpark Coto de Doñana gehört. Das Land bildet sich aus Sedimenten an der Mündung des Guadalquivir. Sie ist von Kanälen durchzogen, und das Land wird hauptsächlich für den Reisanbau genutzt. Die Gemeinde Isla Mayor grenzt an Aznalcázar und La Puebla del Río.

## Geschichte
Die Gegend wurde in den 1920er und 1930er Jahren für den Reisanbau besiedelt. Isla Mayor war ab 1956 ein Ortsteil und trennte sich 1994 von der Gemeinde Puebla del Rio, um eine eigenständige Gemeinde zu werden. Das Dorf und die Gemeinde waren als Villafranco del Guadalquivir bekannt, zu Ehren des Diktators Francisco Franco. Im Jahr 2000 wurde der Name durch eine Volksabstimmung in Isla Mayor geändert.